# Bernice Rubens
Pour les articles homonymes, voir Rubens (homonymie).
Bernice Rubens (née le 26 juillet 1928 à Cardiff et morte le 13 octobre 2004 à Camden) est une romancière, scénariste et réalisatrice de documentaires galloise, lauréate du prix Booker.

## Biographie
Bernice Rubens naquit à Cardiff, au Pays de Galles en 1928. Son père, Eli Rubens, était un Juif lituanien qui en 1900, à l'âge de 16 ans, avait souhaité quitter le continent européen dans l'espoir de commencer à New York une nouvelle vie. Victime d'une escroquerie en achetant son billet, il n'atteignit  jamais l'Amérique, n'ayant pas le droit d'aller plus loin que Cardiff. Il décida de rester au pays de Galles, et il y rencontra Dorothy Cohen qu'il épousa et dont la famille, polonaise, avait elle aussi émigré à Cardiff. Bernice était l'un des quatre enfants et elle grandit dans une famille de musiciens puisque ses deux frères, Harold et Cyril, devinrent des violonistes classiques bien connus. Harold fut contraint de cesser de jouer pour des raisons de santé, mais Cyril devint violoniste à l'Orchestre symphonique de Londres. Bernice ne suivit pas la tradition musicale de sa famille quoique par la suite elle apprît le piano et le violoncelle. Elle fut élevée au lycée de jeunes filles de Cardiff et plus tard étudia l'anglistique à l'Université du Pays de Galles où elle obtint son diplôme de Bachelor of Arts en 1947. Elle épousa Rudi Nassauer, marchand de vin et romancier. Ils eurent deux filles, Rebecca et Sharon.
De 1950 à 1955 elle enseigna dans un lycée de Birmingham, avant de passer au monde du cinéma, où elle réalisa des documentaires. Au cours des années 1960, ils étaient propriétaires du 10 Compayne Gardens, NW3, où le poète Jon Silkin louait l'étage du grenier et sous-louait des chambres à David Mercer, qui devait devenir un prolifique auteur dramatique du West End et de la TV, et Malcolm Ross-Macdonald destiné à être par la suite un écrivain aussi prolifique de romans historiques.
Le premier roman de Bernice Rubens, Set On Edge fut publié en 1960.

## Adaptations
Son roman de 1962, Madame Sousatzka, est porté à l'écran en 1988, avec Shabana Azmi et Shirley MacLaine.
En 1980 son roman de 1975, I Sent a Letter To My Love, est fut aussi porté à l'écran par Moshe Mizraki sous le titre de Chère inconnue, avec dans les rôles principaux Simone Signoret et Jean Rochefort.
Son roman de 1985, Mr Wakefield's Crusade, est adapté au petit écran par la BBC en 1992, avec dans les rôles principaux Peter Capaldi et Michael Maloney.

## Œuvres
- Set on Edge (1960)
- Madame Sousatzka (1962)
- Mate in Three (1966)
- Chosen People (1969)
- The Elected Member (1969) (Booker Prize 1970)
- Sunday Best (1971)
- Go Tell the Lemming (1973)
- I Sent a Letter To My Love (1975)
- The Ponsonby Post (1977)
- A Five-Year Sentence (1978)
- Spring Sonata (1979)
- Birds of Passage (1981)
- Brothers (1983)
- Mr Wakefield's Crusade (1985)
- Our Father (1987)
- Kingdom Come (1990)
- A Solitary Grief (1991)
- Mother Russia (1992)
- Autobiopsy (1993)
- Hijack (1993)
- Yesterday in the Back Lane (1995)
- The Waiting Game (1997)
- I, Dreyfus (1999)
- Milwaukee (2001)
- Nine Lives (2002)
- The Sergeants' Tale (2003)
- When I Grow Up (2005)

## Obituaires
- Bernice Rubens - The Times
- Bernice Rubens - The Daily Telegraph
- Bernice Rubens - The Independent